# 워트 (기업)
워트(WOT Co., Ltd.)주식회사는 특수 목적용 기계 제조업을 하는 한국의 기업이다. 대표이사는 박승배이며 본사는 경기도 화성시 동탄면 동탄산단10길 53-15에 위치해 있다. 한국 반도체 환경제어 시장 점유율 1위이다. 반도체, 디스플레이 환경제어시스템 제조하여 삼성전자, SK하이닉스 및 반도체 장비업체(세메스, 제우스, ATI 등) 등에 공급한다

## 상장
2023년 10월 26일 키움증권을 주관사로 공모가 6,500원에 코스닥 시장에 상장하였다.

## 참고문헌
1. ↑  진영기, 워트 "20년간 흑자 행진…세계적 공정환경 기업으로 도약", 한국경제, 2023년 10월 11일
2. ↑  박종선, 유진투자증권, IPO예정 보고서-워트, 2023년 10월 4일
3. ↑  최종 워트IR북, 2023년 9월 21일[깨진 링크(과거 내용 찾기)]

## 같이 보기
- HPSP
- 유니셈
- 에프에스티
- 테크윙